# Дієго де Торрес-і-Вільярроель
Дієго де Торрес-і-Вільярроель (18 червня 1694, Саламанка — 19 червня 1770 там же) — іспанський письменник, представник пізнього бароко.

## Із життєпису
Син власника книжкової крамниці при Саламанкському університеті. У 1715 році прибув до Мадрида, підробляв різними заняттями, аж до вуличного торговця. Після одної з пригод був змушений переховуватися в Португалії (1726—1734). Повернувшись, розпочав написання і видання календарів, альманахів, сонників, книг по магії і окультизму. Захоплювався прогнозами, здобув репутацію чаклуна, був надзвичайно популярний серед населення Саламанки і вхожий в найвищі кола саламанкської знаті, іспанського суспільства.
Викладав на кафедрі математики в університеті. У 1745 році прийняв священицький сан.
У 1742 році розпочав публікацію своєї мальовничої, повної авантюр і вигадок автобіографії (закінчено 1751), що швидше нагадує шахрайський роман. У 1752-му почало друкуватися 15-томне зібрання його творів, видане за передплатою (на видання підписався король Фердинанд VI і більшість придворних).
В останні роки був близький до герцогині Альба, жив і помер у її палаці Монтеррей.